# Youssoupha
Youssoupha，本名Youssoupha Mabiki，1979年8月29日出生于金沙萨，是刚果的一名男歌手，长居于瓦兹河谷省。

## 生平
Youssoupha出生于扎伊尔首都金沙萨，他的父亲塔比·莱·罗什罗亦是一名歌手，因表演rumba舞蹈而闻名。Youssoupha在10岁时因刚果政变而随同家人逃难到法国，此后不久其母亲离世。Youssoupha早期接受正规教育，他对文学和音乐感兴趣，并成功考入巴黎第三大学，以此开启其音乐生涯。青少年时期，Youssoupha开始对及饶舌音乐感兴趣，他擅长于鉴赏各类音乐，并于2006年自创了Bomayé Musik音乐室。2007年，Youssoupha发布了首张专辑《À chaque frère》。

## 专辑
- À chaque frère（法语：À chaque frère）（2007年）
- Sur les chemins du retour（法语：Sur les chemins du retour）（2009年）
- Noir D****（法语：Noir D****）（2012年）
- NGRTD（法语：NGRTD）（2015年）
- Polaroïd Experience（法语：Polaroïd Experience）（2018年）
- Neptune Terminus（法语：Neptune Terminus）（2021年）

## 争议
2009年，Youssoupha因其作品《À force de le dire》中的歌词点名批评埃里克·泽穆尔而被后者告上法庭。2012年，法院判处泽穆尔败诉。